# 好伦哥

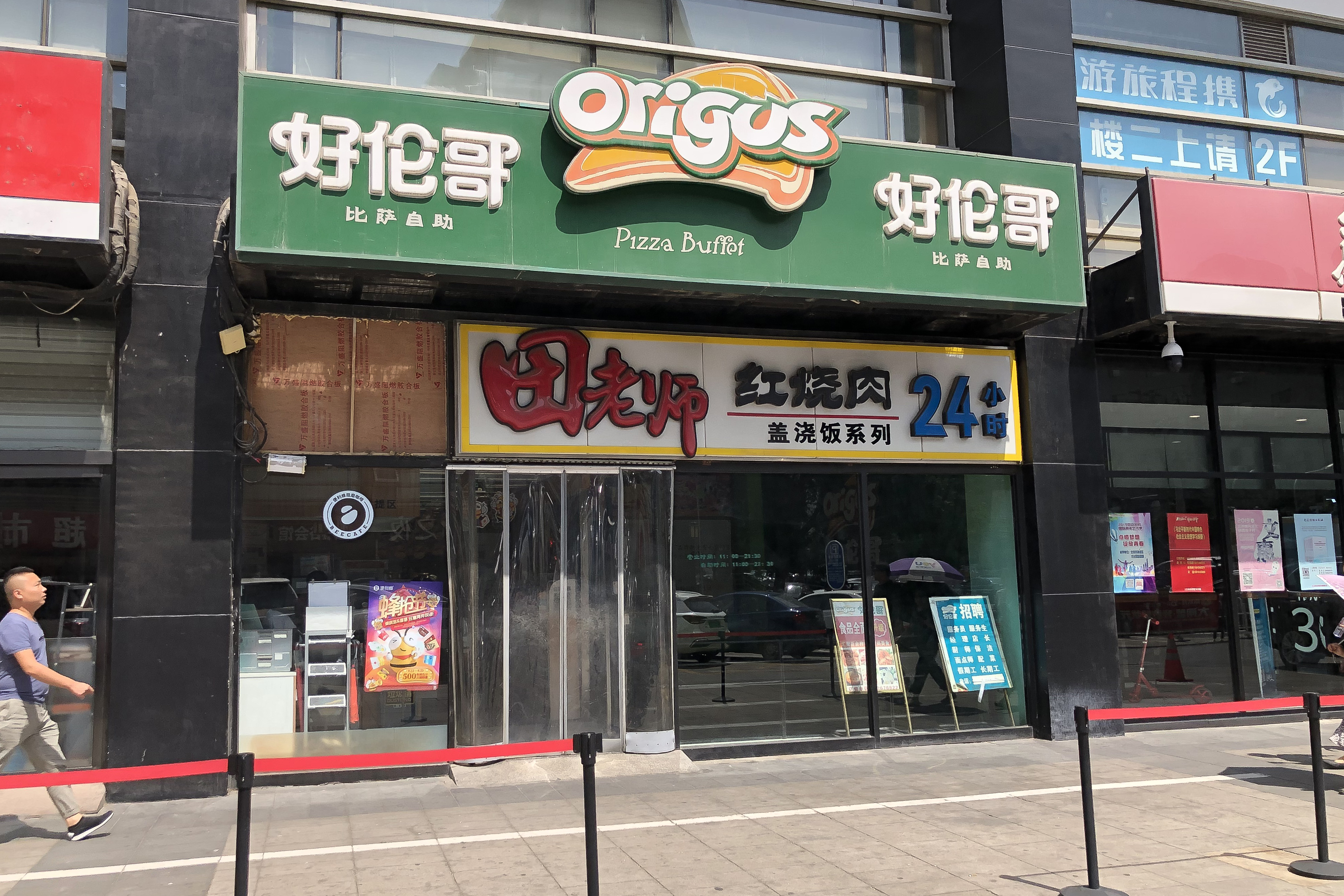
好伦哥中关村图书大厦店（2019年摄）

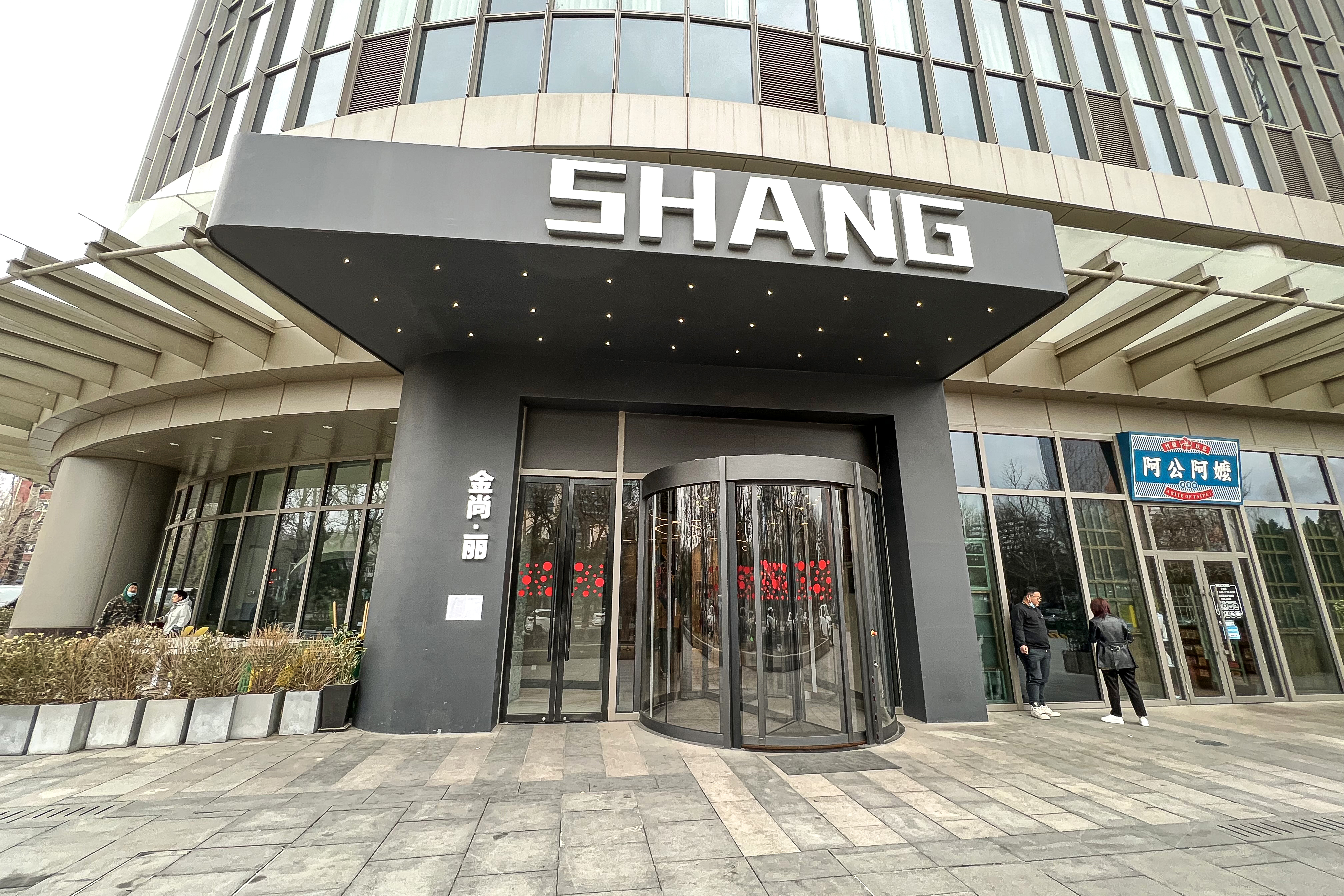
好伦哥官方网站标注的办公地点位于朝阳区金尚丽办公大楼（如图）

北京好伦哥餐饮有限公司或好伦哥披萨自助（Origus Pizza Buffet）是中国一家连锁食品公司，总部在北京朝阳区， 创建于1998年 。截至2014年好伦哥有多于100个门店 。